# Rapid București
Fotbal Club Rapid 1923, usualmente conhecido como Rapid Bucareste é um clube de futebol profissional romeno sediado em Bucareste, capital da Romênia, fundado em 25 de junho de 1923 por um grupo de funcionários das oficinas ferroviárias de Grivița, com o nome de Asociația Culturală și Sportivă CFR (Associação Cultural e Desportiva CFR). Internamente, o Rapid Bucareste é um dos clubes de maior sucesso na Roménia, tendo conquistado 3 Campeonatos, 13 Taças da Roménia e 4 Supertaças da Roménia. Internacionalmente, suas conquistas mais notáveis são os quartas de final da Taça dos Clubes Vencedores de Taças de 1972–73 e da Taça UEFA de 2005–06, e a final da Taça Mitropa de 1940, que não foi disputada devido à Segunda Guerra Mundial.
Em julho de 2016, o clube foi declarado falido e posteriormente substituído na primeira divisão pela ACS Poli Timisoara. Várias novas entidades reivindicaram o legado do Rapid, incluindo ACS Rapid - Frumoșii Nebuni ai Giuleștiului, AFC Rapid e Academia Rapid. Em junho de 2018, após 18 leilões (ao longo dos quais o preço da marca Rapid havia caiu cerca de 3 milhões de euros, de 3,7 para 0,4 milhões de euros), Academia tornou-se oficialmente o sucessor do clube original.
De 1939 a 2022, o clube mandou seus jogos no Estádio Giulești-Valentin Stănescu, com uniformes brancos e bordô. O Rapid tem fortes rivalidades locais com o Steaua e o Dínamo Bucareste, bem como com o Petrolul Ploiești. Com a inauguração do moderno Estádio Rapid-Giulești em 26 de março de 2022, o clube passou a mandar seus jogos oficiais no novo estádio, que tem capacidade para 14 047 espectadores.

## História
Em 25 de junho de 1923, numa sala de aula da escola primária do bairro de Grivița, Bucareste, os funcionários das oficinas de Grivița criaram a Associação Cultural e Desportiva CFR. Teofil Copaci foi escolhido como presidente da associação, enquanto Grigore Grigoriu se tornou o primeiro capitão da equipa. A equipa foi formada em setembro, após a fusão das equipas Ateliere e Excelsior. O primeiro equipamento foi feito de tecido cor de vinho na casa de Grigoriu.
Em 28 de outubro de 1923, a equipa jogou seu primeiro jogo contra o Unirea Timișoara, que perdeu por 4-8. Dez dias depois disputaram a segunda partida contra o Gloria Arad, perdida por 1 a 2. Até 1932, o CFR jogou no Campeonato de Bucareste, não se classificando para o torneio final da liga nacional. Nesse período, os líderes da equipa foram: Teofil Copaci, Grigore Grigoriu e Bozie Codreanu; do grupo de jogadores fizeram parte: Stănică, Tudor, Molnar, Ştefănescu, Foran, Leoveanu, Constantinescu, Fetzko, Georgescu, Albert, Bloco, Filip, Itu I, Itu II, Pîrvulescu, Cichi, Schileriu, Svetcovschi, Oros, Ujlaki Pop, Dobrescu I, Kelemen, Vlaiculescu, Ispas, Vintilescu e Petrovici.
Após vários anos competindo no campeonato regional de Bucareste, o clube entrou na Divizia A no início da temporada de 1932-1933. Durante os anos anteriores à II Guerra Mundial, o Rapid foi um dos principais clubes da Roménia, vencendo regularmente a Taça, mas nunca o Campeonato, apesar de terem chegado perto. Uma história interessante foi registada quando Rapid perdeu o título por causa de seu fair-play. Um dos jogadores do Rapid tocou com a mão na bola na grande área durante uma partida decisiva contra o Venus București, nas condições em que o Rapid precisava de uma vitória para terminar em primeiro lugar na liga. Na primeira instância, o árbitro não viu o incidente, mas quando ouviu o público protestando perguntou ao jogador se ele tocou a bola com a mão, tendo o jogador admitido. Venus converteu o penalti e conseguiu empatar 1 a 1 e terminar em primeiro no campeonato, em vez de "os Ferroviários". As posições alcançadas naqueles anos na Divisão A: 1932–33 - 2º (Seria I), 1933–34 - 4º (Seria I), 1934–35 - 10º, 1935–36 - 7º, 1936–37 - 2º, 1937–38 - 1º (Seria I), nesta temporada, a equipe se qualificou para a final do campeonato nacional, disputada contra o Ripensia Timișoara, mas o Rapid perdeu as duas mãos por 0–2, 1938–39 - 6º, 1939–40 - 2 e 1940–41 - 2.
| Período   | Nome                               |
| 1923–1937 | CFR Bucareste                      |
| 1937–1945 | Rapid Bucareste                    |
| 1945–1950 | CFR Bucareste                      |
| 1950–1958 | Locomotiva Grivița Roșie Bucareste |
| 1958–2016 | Rapid Bucareste                    |
| 2016–2017 | Mişcarea Feroviară CFR Bucareste   |
| 2017–2018 | Academia Rapid Bucareste           |
| 2018–     | Rapid Bucareste                    |

### Fundação e primeiros anos (1923-1945)
Por outro lado, o Rapid venceu sete Taças da Roménia naquele período (1934-35, 1936-37, 1937-38, 1938-39, 1939-40, 1940-41, 1941-42), seis delas em anos consecutivos, sendo o momento de maior sucesso do clube nesta competição. Os seguintes jogadores fizeram parte das equipes vencedoras da Taça da Roménia: Roșculeț, Ujlaki, Vintilă, Wetzer II, Rășinaru, Cuedan, Barbu II, Rădulescu, Bogdan, Auer, Moldoveanu, Baratky, Raffinsky, Lengheriu, I.Costea, Sipoș, Gavrilescu, Sadowski , Silvăț, Ghiurițan, Wetzer III e Florian, entre outros.
Também foi um momento importante no verão de 1937, quando o clube mudou seu nome de CFR București para Rapid București, tendo como modelo o clube austríaco Rapid Wien.
Os trabalhadores ferroviários deixaram de constituir o grupo de seleção para a equipa para se tornarem num forte público de apoio. Alguns jogadores também foram selecionados para equipa nacional. Durante esses anos, mas também durante a guerra, o formato da competição mudou após várias reorganizações e o Rapid venceu a Taça da Bessarábia, em 1942. O mais estranho de tudo pode ser a qualificação na final da Taça Mitropa (precursora da Liga dos Campeões da UEFA) no momento em que a competição estava dando seu último suspiro.
Em 1940, o Rapid empatou os dois jogos da semifinais da Taça Mitropa, tendo empatado inclusive o jogo do desempate, sendo necessário recorrer a sorteio para definir a equipa a passar à final. A sorte sorriu ao Rapid mas a final contra o Ferencváros nunca viria a ser disputada devido à eclosão da Segunda Guerra Mundial.
 

### Os Ferroviários, uma equipa sólida (1945–1970)
Após a guerra, o Rapid voltou ao Campeonato de Bucareste na temporada de 1945 –46, terminando em 4º. Após esta temporada, o clube voltou ao seu antigo nome, CFR (Căile Ferate Române - Ferrovias Romenas) e participou na Divizia A de 1946–47, a primeira temporada oficial nacional após o fim da guerra, terminando em 5º, a dois pontos de distância do segundo lugar (Carmen București) e 13 do 1º lugar (ITA Arad). Na temporada seguinte, 1947–48, a equipa terminou em 3º, atrás do CFR Timişoara e do ITA Arad. Na temporada de 1948-49, terminou em 2º lugar, apenas cinco pontos atrás do IC Oradea. Também em 20 de março de 1949, o CFR Bucureste obteve a maior vitória em toda a sua história, 12-2 contra o CFR Cluj.

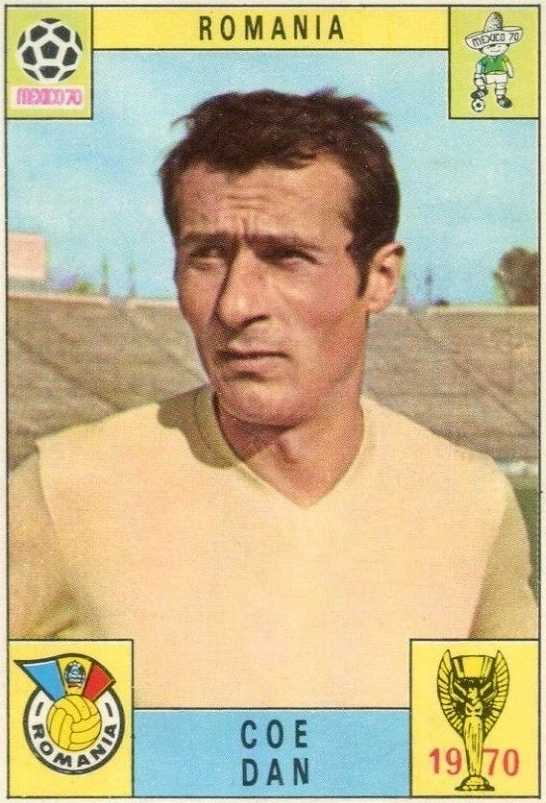
Dan Coe, capitão da equipa que conquistou o primeiro título, também símbolo do clube, estando presente nas músicas dos fãs até hoje

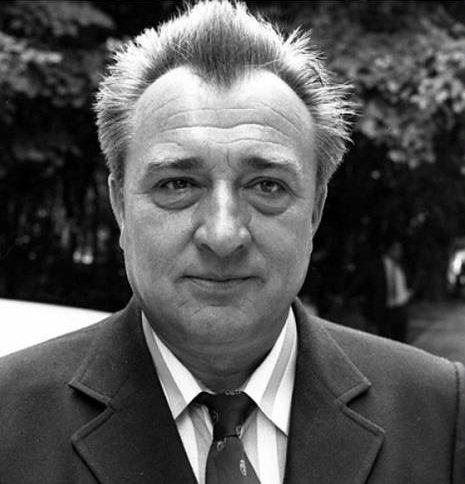
Valentin Stănescu, o treinador que conquistou o título com o Rapid em 1967, também ex-jogador do clube e símbolo, o estádio foi renomeado em sua homenagem.

Os anos 1950 começaram com uma mudança no formato do sistema, do outono-primavera para o primavera-outono, como uma influência do regime comunista instalado no país após 1945. Na temporada de 1950, Rapid se tornou Locomotiva, um nome muito mais próximo de a versão soviética, Lokomotiv, mudança imposta a todas as equipas que pertenciam às ferrovias romenas, mas o clube terminou novamente no 2º lugar. A primeira descida de divisão ocorreu em 1951, quando o clube ficou em 11º lugar, perdendo pela diferença de golos, uma luta a três, contra o Locomotiva Târgu Mureș e Știința Timișoara. Promovido um ano depois, depois de conquistar o primeiro lugar com uma vantagem de 10 pontos sobre o segundo classificado (Locomotiva Iași), terminaria a temporada de 1953 em 5º lugar. Na temporada de 1954, O Locomotiva foi despromovido pela segunda vez, ocupando o 12º lugar, regressando no entanto, depois de apenas um ano na Divisão A, após um bom período para a equipa, incluindo um 4º lugar no final de 1956, apenas 5 pontos atrás da primeira posição (CCA București).
A partir da temporada de 1957–58, o futebol romeno voltou ao sistema outono-primavera e "os Ferroviários" terminaram no meio da tabela, oitavos em 12 clubes. O fim do sistema soviético significou também o fim dos nomes soviéticos e em 1958 eles retornaram ao nome inspirado no Rapid de Viena. Nos anos seguintes, a equipe terminou em 4º e 10º no final das temporadas de 1958–59 e 1959–60.
Nos anos 1950, a equipa incluía os seguintes jogadores: V. Stănescu, Gh. Dungu, Gh.Demeter, D. Macri, V.Mihăilescu, C.Simionescu, N.Cristescu, I.Ruzici, C.Socec, I.Lungu, B. Marian, A.Rădulescu, A.Ferenczi, Şt. Filotti, N.Roman, E.Avasilchioaie, D.Călin, L.Coman, A.Todor, N.Dodeanu, I.Langa, I.Olaru, S.Zeana and Gh.Milea, entre outros.
A década de 1960 foi um dos melhores períodos da história do futebol do clube. Em 1961, o Rapid chegou à final da Taça da Roménia, onde perdeu 1–2 contra o Arieșul Turda, uma equipa da Divizia C. Na temporada seguinte o Rapid, com uma equipa treinada por Ion Mihăilescu e composta por jogadores valiosos como: Ilie Greavu, Ion Motroc, Dumitru Macri, Titus Ozon, Ion Ionescu ou Teofil Codreanu, entre outros, eliminaram um por um: CSM Mediaș, Laminorul Roman, Metalul Târgoviște e Progresul București, mas sofreram uma derrota dramática na final por 1 a 5 contra o Steaua Bucareste, uma equipa do Steaua que seria reconhecido ao longo dos anos como a geração de ouro do clube.
Na maioria dessas temporadas, a equipa se classifica na metade superior do campeonato, ocupando sucessivamente os seguintes lugares: 1960–61 - 3º, 1961–62 - 5º e 1962–63 - 8º. Seguiram-se três temporadas muito boas para a equipa sob a Ponte Grant (Podul Grant), que terminou em segundo, três anos consecutivos: 1963-64 (7 pontos atrás do Dínamo Bucareste), 1964-65 (1 ponto atrás do Dínamo Bucarest) e 1965-66 ( 6 pontos atrás de Petrolul Ploiești). Foram óptimas temporadas, no entanto, terminaram logo atrás de seus rivais, Dínamo e Petrolul, facto que motivou "os Ferroviários", que obtiveram, no final da temporada de 1966–67, a melhor performance da história do clube até então, o primeiro título da Divizia A, a primeira coroa de campeões que chegou a Giulești. Este desempenho foi obtido pela seguinte equipa: Răducanu Necula, Marin Andrei - Dan Coe, Nicolae Lupescu, Ion Motroc, Ilie Greavu, Constantin Jamaischi - Constantin Dinu-Buric, Nicolae Georgescu, Constantin Năsturescu, Teofil Codreanu, Iioron Kraus - Ionon Kraus - Emil Dumitriu, Alexandru Neagu; Treinadores: Valentin Stănescu e Victor Stănculescu. Naquela temporada, o título foi conquistado com uma vantagem de dois pontos sobre o Dínamo Bucareste e o marcador da equipa foi Ion Ionescu, com 15 golos. Na Taça dos Clubes Campeões Europeus de 1967–68 o Rapid eliminou o campeão búlgaro, Botev Plovdiv, na primeira eliminatória, mas não conseguiu passar a Juventus, por 0 a 1 na soma das 2 mãos.
Após esse primeiro sucesso, nas quatro temporadas seguintes, o clube ocupou, com excepção da temporada de 1967–68 (quando chegou à final da Taça da Roménia, que foi perdida na frente do Dínamo com 1–3 após prolongamento) posições no pódio do campeonato: 1968-69 - 3º e 1969-70 - 2º.

### Tempos difíceis, Divizia B no horizonte (1970–1990)

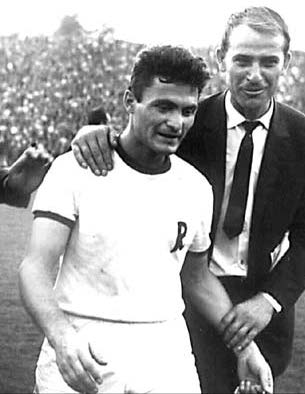
Ilie Greavu, jogador do Rapid até 1971, também ficou em segundo lugar na tabela de jogos com 294.

O Rapid fez uma última temporada forte, 1970-71, terminando no 2º lugar, depois do qual começou a deslizar para a metade inferior da tabela da liga: 1971-72 - 10º e 1972-73 - 14º. Apesar dessas performances menos notáveis, em 1972, o Rapid chegou à final da Taça da Roménia sob o comando do técnico Bazil Marian, ex-jogador da equipa dos anos 1950, e venceu por 2-0 contra Jiul Petroșani, golos marcados por Stelian Marin (3º minuto) e Alexandru Neagu (27º minuto). Na Taça UEFA de 1971–72, o Rapid teve resultados importantes, eliminando o Nápoles e o Legia Varsóvia antes de ser parado pelo Tottenham Hotspur, por 0 a 5 no total. A Taça dos Vencedores das Taças de 1972–73 foi outra boa campanha europeia e, depois de um 3-1 contra o Landskrona BoIS da Suécia e um 4-2 contra o Rapid Wien, time que inspirou tanto o lado romeno no passado, Rapid foi eliminado novamente por um time inglês, desta vez o Leeds United, por 1 a 8 no total.
No final da temporada 1973-74, "the White and Burgundies" terminou em 16º, com o mesmo número de pontos de Jiul Petroșani, mas desta vez o clube do Vale do Jiu teria vencido por causa de uma melhor diferença de gols, e Rapid surpreendeu pela terceira vez em sua história, aos 7 anos de seu primeiro título nacional, provando mais uma vez que é uma equipe cheia de surpresas e contrastes. O time fez uma temporada forte e promoveu depois de apenas um ano passado na segunda liga, depois de terminar em 1º na 2ª série, a 6 pontos do 2º lugar, ocupado pelo Progresul București. [9] "The Railwaymen" parecia querer convencer a todos que o rebaixamento não passava de um erro lamentável e também venceu a Copa da Romênia na mesma temporada, na posição de uma equipe do segundo escalão. A campanha da Cupa României entre 1974 e 1975 foi incrível, o Rapid avançou rodada a rodada e eliminou equipes fortes como: Dinamo București (2–1), Jiul Petroșani (1-0), Ceahlăul Piatra Neamț (1-0) e Steaua Bucureşti (1–1, 6–5 nos pênaltis). Na final, eles encontraram a Universitatea Craiova, campeã da Divisão A e também um clube que teve sua primeira geração de ouro (conhecida como "O Campeão de um Grande Amor"), liderada em campo por sua lenda, Ion Oblemenco. O Rapid venceu por 2 a 1, após o prolongamento, gols de Nicolae Manea, pois Craiova marcou Ion Oblemenco.
Equipe do Rapid București na temporada 1974-75, na qual eles promoveram na primeira liga e também venceram a Copa da Romênia.
De volta à Divizia A, Rapid fez duas temporadas medíocres: 1975-76 - 14 e 1976-77 - 16, relegando novamente, exatamente 10 anos após o momento em que foram coroados campeões da Romênia. Depois que o rebaixamento começou, um dos períodos mais sombrios da história do clube sob a ponte Grant, com 6 temporadas consecutivas na divisão B: 1977-78 - 4o, 1978-79 - 6o, 1979-80 - 2o, 1980-81 - 3o , 1981–82 - 2 e 1982–83 - 1º, período que levou a uma feroz rivalidade com Petrolul Ploiești e Progresul București. Em uma partida contra o Progresul, disputada em 1980, também foi estabelecido o recorde de presença em uma partida do Divizia B, com mais de 50.000 espectadores. [12] O retorno à primeira divisão foi o mérito dos treinadores Valentin Stănescu (que também conquistou o primeiro título em 1967) e Viorel Kraus; o grupo de jogadores constituído por: Íon Gabriel, Manu, Popescu, Paraschiv, Pirvu, Şişcă, Tiţă, Iancu, Cojocaru, Íon Íon, Manea, Ad. Dumitru, Petruţ, Ispas, C.Dumitriu, Avram, Damaschin, Marta, Lazăr, Koti, Săftoiu, A.Mincu e Petre Petre.
Retornado à primeira liga depois de um período bastante longo, o Rapid sentiu o choque de primeiro nível ocupando mais do que posições decepcionantes: 1984–85 - 11º, 1985–86 - 8º, 1986–87–14º, 1987–88 - 13º e 1988–89 - dia 17, relegando novamente para a Divisão B, pela quinta vez. Nestas cinco temporadas, "os Ferroviários" registrou outras duas contra-performances, a maior derrota na história do clube, 0 a 9 contra Corvinul Hunedoara (14 de agosto de 1985) e a partida com mais gols sofridos no Estádio Giulești, 2 a 8 contra Steaua București (3 de maio de 1989). [6] Esses desempenhos ruins foram aprimorados na temporada da Copa României de 1988 a 1989, quando "o branco e a borgonha" foram eliminados apenas nas meias-finais da competição pelo Steaua București, por 2 a 3, com um gol decisivo marcado no último minuto.
Giuleștenii fez uma boa temporada promovida sem grandes problemas da 2ª série da segunda liga, terminando em 1º com 22 vitórias, 5 empates, 7 derrotas, 61 gols marcados e 32 sofridos, 49 pontos, 4 a mais que o segundo lugar (Drobeta- Turnu Severin) e 11 a mais que o terceiro lugar (Unirea Alba Iulia). [9]
Se para os grandes clubes europeus a Taça Uefa é uma espécie de ‘prêmio de consolação’, para pequenas equipes de países tradicionais e grandes times do leste europeu, por exemplo, encontram na competição a oportunidade de obter reconhecimento mundial.
Na atual temporada, o Rapid deixou para trás equipes tradicionais como Feyenoord, logo na primeira fase eliminatória da competição. Na fase de grupos, a equipe romena se classificou à frente de adversários tradicionais como Shakhtar e VfB Stuttgart. Entretanto, o resultado mais expressivo veio na terceira fase, quando o Rapid eliminou o Hertha BSC Berlin, time comandado pelo meia atacante Marcelinho Paraíba. Sem dar chances ao time alemão, o Rapid venceu ambas as partidas e agora enfrenta o Hamburger SV, que na atual temporada impressiona pela solidez do sistema defensivo.

## Titulos oficiais

### Nacionais
- Campeonato Romeno: 3

(1966–67, 1998–99 e 2002–03)
- Campeonato Romeno - 2ª Divisão: 5

(1952, 1955, 1974-75, 1982–83, 1989-90 e 2015-16)
- Copa da Romênia: 13

(1934–35, 1936–37, 1937–38, 1938–39, 1939–40, 1940–41, 1941–42, 1971–72, 1974–75, 1997–98, 2001–02, 2005–06 e 2006–07)
- Supercopa da Romênia: 4

(1999, 2002, 2003 e 2007)

### Europeias
- Taça dos Balkans

Campeões (2): 1963-64, 1965-66
- Copa Mitropa

Finalista (1): 1940

### Nacionais
- Vice-Campeonato Romeno: 14 vezes (1936–37, 1937–38, 1939–40, 1940–41, 1948–49, 1950, 1963–64, 1964–65, 1965–66, 1969–70, 1970–71, 1997–98, 1999–00 e 2005–06).
- Vice-Campeonato Romeno - 2ª Divisão: 2 vezes (1979–80 e 1981–82).
- Vice-Campeonato da Copa da Romênia: 5 vezes (1960–61, 1961–62, 1967–68, 1994–95 e 1998–99).
- Vice-Campeonato da Supercopa da Romênia: 2 vezes (1998 e 2006).